# Брандт (тауншип)
Брандт (англ. Brandt) — тауншип в округе Полк, Миннесота, США. На 2000 год его население составило 62 человека.

## География
По данным Бюро переписи населения США площадь тауншипа составляет 93,3 км², из которых 93,3 км² занимает суша, водоёмов нет.

## Демография
По данным переписи населения 2000 года здесь находились 62 человека, 26 домохозяйств и 21 семья. Плотность населения —  0,7 чел./км². На территории тауншипа расположено 29 построек со средней плотностью 0,3 построек на один квадратный километр. Расовый состав населения: 95,16 % белых, 4,84 % — других рас США. Испанцы или латиноамериканцы любой расы составляли 4,84 % от популяции тауншипа.
Из 26 домохозяйств в 23,1 % воспитывались дети до 18 лет, в 73,1 % проживали супружеские пары, в 7,7 % проживали незамужние женщины и в 19,2 % домохозяйств проживали несемейные люди. 19,2 % домохозяйств состояли из одного человека, при том 15,4 % из — одиноких пожилых людей старше 65 лет. Средний размер домохозяйства — 2,38, а семьи — 2,71 человека.
22,6 % населения — младше 18 лет, 1,6 % — в возрасте от 18 до 24 лет, 19,4 % — от 25 до 44, 33,9 % — от 45 до 64, и 22,6 % — старше 65 лет. Средний возраст — 46 лет. На каждые 100 женщин приходилось 106,7 мужчин. На каждые 100 женщин старше 18 приходилось 84,6 мужчин.
Средний годовой доход домохозяйства составлял 29 583 доллара, а средний годовой доход семьи —  37 857 долларов. Средний доход мужчин —  14 167  долларов, в то время как у женщин — 17 917. Доход на душу населения составил 13 030 долларов. За чертой бедности находились 18,2 % семей и 26,6 % всего населения тауншипа, из которых 31,3 % младше 18 и 70,0 % старше 65 лет.